# دليل إبراهيم للحوكمة في إفريقيا
| 100 | 75 | 50      |
| 25  | 0  | no data |

النتائج المسجلة على دليل إبراهيم للحكم الإفريقي استنادًا إلى تقرير صادر من عام 2009.

دليل إبراهيم للحكم الإفريقي يمثل محاولة لمراقبة مستويات الحكومات الإفريقية إحصائيًا في جميع بلدان إفريقيا. وقد تم تمويل هذا النهج وقيادته من قِبل مؤسسة محمد إبراهيم، حيث يستخدم عددًا من المؤشرات المختلفة لإعداد تصنيف شامل للبلدان، وقد تم تصميمه كأداة يتم تطبيقها في المجتمع المدني في الدول الإفريقية حتى يتسنى تحميل حكوماتهم مسؤولية أفعالهم. وقبل عام 2009، كان المؤشر مقتصرًا على منطقة أفريقيا جنوب الصحراء، باستثناء المغرب والجزائر وتونس وليبيا ومصر.
ولقد تم تصميم هذا الدليل ليعكس بدقة طبيعة نظام الحكم في أفريقيا. وتكمن فكرة دليل إبراهيم في قياس نظام الحكم إحصائيًا، والقدرة على المقارنة بين مستويات الازدهار والهبوط التي يشهدها نظام الحكم من عام لآخر. ويخدم هذا المؤشر غرضين: الأول، إظهار أن إفريقيا ليست خاضعة لنظام حكم سيئ طوال الوقت، ويلزم ألا يتم تعميم الحكم بذلك لمجرد أن هناك دولاً تعاني من مشاكل خطيرة في هذا الخصوص. ثانيا، لتمكين المواطنين في الدول كل على حدة ومؤسسات المجتمع المدني من رصد مدى نجاح حكوماتهم في تنفيذ المهام الموكلة إليها بدقة.

## معلومات تاريخية
يعد دليل إبراهيم للحكم الإفريقي من بنات أفكار مؤسسة محمد إبراهيم. ولقد تم إنتاج الشكل الأول من هذا الدليل في عام 2007 والثاني في عام 2008. أما النسخة الثالثة فقد أُصدرت في كيب تاون بتاريخ 5 أكتوبر 2009. وتم إصدار النسخة الرابعة بتاريخ 4 أكتوبر 2010، وانعقدت فعاليات الافتتاح في كل من القاهرة وأكرا ونيروبي وداكار وجوهانسبيرغ.
وقد تم إصدار هذا الدليل في بادئ الأمر بالتعاون مع جامعة هارفرد؛ كذلك تم توفير المساعدة الأكاديمية والتقنية لاحقًا من قِبل مجموعة من الأكاديميين والجهات البحثية الإفريقية.
وقد استخدمت مؤسسات المجتمع المدني والهيئات الحكومية دليل إبراهيم في جميع أنحاء القارة لمراقبة نظام الحكم. ومن الأمثلة على ذلك استخدام هذا المؤشر في جنوب أفريقيا، حيث استخدم حزب المعارضة المتمثل في التحالف الديمقراطي، دليل إبراهيم للطعن في التقرير المقدَم من الحكومة حول قضية السلامة والأمن.

## المنهجية
يهدف دليل إبراهيم إلى تقييم نظام الحكم الوطني بناءً على 57 معيارًا. حيث تعمل تلك المعايير على تحري مدى جودة الخدمات التي توفرها الحكومات للمواطنين. وبالتالي يكون التركيز على النتائج التي يختبرها أفراد شعب دولة ما، وليست السياسات والنوايا المعلنة. ويتم تقييم كل معيار من المعايير ومواءمته لتوفير توحيد للمعايير وتأثير مناسب على النتائج الإجمالية للمؤشر.
وتنقسم المعايير إلى أربع فئات شاملة يتم في إطارها تحديد المؤشر باعتباره حجر الزاوية الذي يحدد التزامات الحكومة أمام مواطنيها:
- الأمن و سيادة القانون،
- المشاركة وحقوق الإنسان
- الفرص الاقتصادية المستدامة
- التنمية البشرية

يتم جمع البيانات من جميع أنحاء القارة، ويعكس أحد المؤشرات التي تم رصدها في عام معين البيانات الواردة من العامين السابقين لهذا العام لضمان الحصول على أعلى مستوى ممكن من الدقة. فهذه الفجوة الزمنية قد جعلت من هذا المؤشر أكثر حداثة عن غيره من العديد من المؤشرات.

## المؤشرات
يستخدم التقرير 84 مؤشرًا، مقسمة إلى أربع فئات واسعة: الأمن وسيادة القانون، والمشاركة وحقوق الإنسان، والفرص الاقتصادية المستدامة، والتنمية البشرية.

### الأمن وسيادة القانون
| 100 | 75 | 50      |
| 25  | 0  | no data |

الدرجات المسجلة حول السلامة وسيادة القانون بناءً على تقرير صادر من عام 2009.

تنقسم المؤشرات الـ 24 الخاصة بفئة السلامة وسيادة القانون إلى أربع فئات فرعية: السلامة الشخصية وسيادة القانون والمساءلة والفساد والأمن القومي. وتتراوح الدرجات في هذه المجموعة من 9.06 بالنسبة لدولة الصومال إلى 89.94 بالنسبة لدولة الرأس الأخضر.
وتضم الفئة الفرعية السلامة الشخصية خمسة مؤشرات تقيس مستوى السلامة الشخصية بشكل عام، ومستويات جرائم العنف والاضطراب الاجتماعي والاتجار بالبشر ومدى الاضطهاد السياسي الداخلي.
تشتمل فئة سيادة القانون الفرعية على ستة مؤشرات تقيس مدى قوة العملية القضائية واستقلال القضاء وحقوق الملكية والوقت المستغرق في تسوية النزاعات التعاقدية والنقل المنظم للسلطة عقب حدوث تغير في الحكومة، وما إذا كانت الدولة خاضعة لـ العقوبات التي تفرضها الأمم المتحدة.
كذلك، تضم الفئة الفرعية المتمثلة في المساءلة والفساد ستة مؤشرات تقيس درجة الفساد بشكل عام، وشفافية ومساءلة الموظفين العموميين، والفساد المتفشي بين الموظفين الحكوميين والعموميين، والمساءلة والشفافية والفساد في المناطق الريفية، والمقاضاة ضد إساءة استخدام المنصب.
تتضمن الفئة الفرعية الأمن القومي سبعة مؤشرات تقيس الصراع المسلح الداخلي، وأعداد الأشخاص المشردين داخليًا واللاجئين من داخل الدولة، واشتراك الحكومة في النزاع المسلح، والموت نتيجة المشاركة في الحرب، (العسكرية والمدنية على حد سواء)، وحالات الوفيات الناجمة عن الهجمات التي تستهدف المدنيين، ومستويات التوترات الدولية.

### المشاركة وحقوق الإنسان
| 100 | 75 | 50      |
| 25  | 0  | no data |

الدرجات المسجلة حول فئة المشاركة وحقوق الإنسان بناءً على تقرير صادر من عام 2009.

تنقسم المؤشرات الـ 18 الخاصة بفئة المشاركة وحقوق الإنسان إلى ثلاث فئات فرعية: المشاركة، والحقوق، والجنس. وتتراوح الدرجات المسجلة في هذه الفئة من 12.53 بالنسبة للصومال إلى 80.71 بالنسبة لدولة موريشيوس.
وتضم الفئة الفرعية المشاركة خمسة مؤشرات تقيس نسبة المشاركة السياسية بشكل عام، وقوة الديمقراطية، ومستوى تطبيق حق تقرير المصير الانتخابي، وحساب إلى أي مدى يمكن وصف الانتخابات بأنها حرة ونزيهة، سواء بشكل عام أو بالنسبة لانتخابات السلطة التنفيذية الأخيرة.
تشمل الفئة الفرعية الحقوق ثمانية مؤشرات تقيس حقوق الإنسان بشكل عام، وهي الحريات المدنية، والحقوق السياسية والحقوق الجماعية، وحرية التعبير والتنظيم، وحرية الصحافة، وتنفيذ الاتفاقيات الدولية الخاصة بقضايا حقوق الإنسان.
تشتمل الفئة الفرعية الجنس على خمسة مؤشرات تقيس المساواة الاجتماعية، والنسبة بين الفتيات والبنين في التعليم الأساسي والتعليم الثانوي، ونسبة إكمال مرحلة التعليم الأساسي بالنسبة للفتيات، ونسبة النساء النشيطات اقتصاديًا، ونسبة المقاعد البرلمانية التي تشغلها النساء.

### الفرص الاقتصادية المستدامة
| 100 | 75 | 50      |
| 25  | 0  | no data |

الدرجات المسجلة في فئة الفرص الاقتصادية المستدامة بناءً على تقرير صادر من عام 2009.

تنقسم المؤشرات الـ 30 في فئة الفرصة الاقتصادية المستدامة إلى أربع فئات فرعية: الإدارة الاقتصادية، والقطاع الخاص، والبنية التحتية، والقطاع البيئي والريفي. وتتراوح الدرجات المسجلة في هذه الفئة من 0.89 بالنسبة للصومال إلى 80.47 بالنسبة لموريشيوس.
وتضم الفئة الفرعية الإدارة الاقتصادية تسعة مؤشرات تقيس مدى جودة الإدارة العامة وإدارة الميزانية، وإدارة الدين العام، ومعدل التضخم الاقتصادي، ونسبة العملة المودعة في المصارف، ونسبة الإيرادات التي يغطيها احتياطي النقد الأجنبي، ونسب العجز في الميزانية أو الفائض عن الناتج المحلي الإجمالي، والإيرادات على النفقات، وخدمة الدين الخارجي للصادرات.
تضم الفئة الفرعية القطاع الخاص ثمانية مؤشرات تقيس البيئة التنافسية ومناخ الاستثمار (سواء بشكل عام أو تحديدًا بالنسبة للشركات في المناطق الريفية)، والحصول على الائتمان المصرفي، وتكاليف استيراد وتصدير البضائع، والوقت المستغرق للبدء في عمل تجاري ومعالجة قضية التراخيص، ومدى وجود نظام البيروقراطية.
تشتمل الفئة الفرعية البنية التحتية على خمسة مؤشرات تقيس جودة البنية التحتية بشكل عام، ودرجة الاعتماد على إمدادات الكهرباء، وعدد أجهزة الحاسوب، وعدد الهواتف المحمولة، والمشتركين في الإنترنت.
تضم الفئة الفرعية المتمثلة في القطاع البيئي و الريفي تسعة مؤشرات تقيس السياسات البيئية وكذا دور البيئة في صياغة السياسة، والوصول إلى الأسواق الزراعية والأراضي الزراعية والماء، ومقدار الخدمات المالية المبذولة في تنمية الريف، وتسهيل تشكيل المنظمات الريفية، ومعرفة مدى الدعم الحكومي في التنمية الريفية، ومستوى التشاور بين الحكومة وفقراء الريف.

### التنمية البشرية
| 100 | 75 | 50      |
| 25  | 0  | no data |

الدرجات المسجلة في فئة التنمية البشرية بناءً على تقرير صادر من عام 2009.

تنقسم المؤشرات الـ 12 في فئة التنمية البشرية إلى فئتين فرعيتين: الفقر والصحة والتعليم. تتراوح الدرجات المسجلة في هذه الفئة من 28.26 بالنسبة لدولة جمهورية أفريقيا الوسطى إلى 97.91 بالنسبة لدولة سيشيل.
وتضم الفئة الفرعية الفقر والصحة سبعة مؤشرات تقيس معدل موت الأطفال ومستويات المناعة ونسب وقوع فيروس العوز المناعي البشري ومرض السل ونظام الرعاية والسياسات المعنية بمساعدة الفقراء ومستويات الاستبعاد الاجتماعي.
وتضم الفئة الفرعية التعليم خمسة مؤشرات تقيس جودة التعليم بصورة عامة، والنسبة بين الطلاب والمدرسين في المدارس الابتدائية، فضلاً عن نسبة الطلاب الذين يكملون الدراسة في المرحلة الابتدائية، ونسبة الطلاب المتقدمين للدخول في المدرسة الثانوية، وكذلك نسبة الأفراد المسجلين في التعليم العالي.

## المنفعة
على الرغم من أن دليل إبراهيم يعتبر في شكله الثاني فقط، فإنه مصمم كأداة للمجتمع المدني يمكن استخدامها حتى يتسنى تحميل الحكومة مسؤولية أفعالها - ويشمل ذلك المنظمات غير الحكومية والشركات واتحادات نقابات العمال والمواطنين أنفسهم. ولقد حاز النشر السنوي الخاص بهذا الدليل على اهتمام إعلامي واسع من مختلف أنحاء القارة الإفريقية وفي وسائل الإعلام الدولية.
كما أنه يعد وسيلة يمكن من خلالها قياس أداء نظام الحكم الذي تتبعه الحكومة بطريقة محايدة قدر الإمكان. ويمكن أن يعمل ذلك بمثابة تحدٍ للتصورات والصور النمطية. وأظهرت نتائج مؤشر 2008 أنه، خلافًا للتصورات القائمة، تحسنت ظروف القارة الإفريقية في حوالي ثلثي الدول الإفريقية الواقعة في الصحراء الكبرى مقارنةً بالإصدار السابق للدليل.

## المقالات النقدية
على الرغم من أنه لا يوجد من يشكك في مدى جدارة طموحات هذا الدليل، فقد شكك بعض العلماء في فعاليته، وخاصة في ظل حاجة المجتمع المدني للمشاركة في النتائج التي توصل إليها هذا الدليل - تلك النقطة المتمثلة في أنه لا يوجد في كثير من الأحيان مجتمع مدني قوي وفعال في إفريقيا. في حين يزعم آخرون أن مثل هذا المنظور يتجاهل الدور الهام الذي يبدأ المجتمع المدني في لعبه في السياسات الإفريقية.
وعلى الرغم من أن هذا الدليل يعد شاملًا، فإن هناك عددًا قليلاً من حالات القصور الملحوظ الذي تشهده النتائج. ومن الأمثلة على ذلك المكانة العالية للغاية لدولة الجابون (المركز 8 من أصل 48 دولة إفريقية واقعة في الصحراء الكبرى)؛ فعلى الرغم من أن سجل المشاركة السياسية وحقوق الإنسان في الجابون ضعيف للغاية، فإن المؤشرات الخاصة بالتنمية البشرية أظهرت ارتفاعًا نسبيًا.
وأشارت المقالة النقدية السابقة أن الدليل كان مقتصرًا على 48 دولة إفريقية واقعة في الصحراء الكبرى، باستثناء المغرب والجزائر وتونس وليبيا ومصر. ولكي يصبح هذا الدليل ممثِلًا لنظام الحكم في إفريقيا بالكامل، كما يزعم، فإنه بحاجة لتوسيع نطاق تغطيته ليشمل شمال إفريقيا. وقد ضم دليل 2009 هذه الدول.

## وصلات خارجية
- Current Ibrahim Index of African Governance List